# Kodadur, Chitapur
Kodadur là một làng thuộc tehsil Chitapur, huyện Gulbarga, bang Karnataka, Ấn Độ.